# Тимофеевка (Кировоградская область)
Тимофеевка (укр. Тимофіївка) — село в Надлакской сельской общине Голованевского района Кировоградской области Украины.
До 2020 года входило в Новоархангельский район
Население по переписи 2001 года составляло 510 человек. Почтовый индекс — 26152. Телефонный код — 5255. Код КОАТУУ — 3523682907.